# Martinus Nijhoff (uitgever)
Martinus Nijhoff (Arnhem, 26 december 1826 - Den Haag, 24 september 1894) was een Nederlandse boekhandelaar, uitgever, antiquaar en oprichter van het dagblad Het Vaderland in Den Haag. Hij is de grootvader van de naar hem genoemde dichter Martinus Nijhoff.

## Leven en werk
Nijhoff werd geboren als zoon van de uitgever, archivaris en historicus Isaac Anne Nijhoff en Martina Cornelia Houtkamp. Na het gymnasium werd Nijhoff opgeleid voor het vak van boekhandelaar en uitgever. Hij leerde de fijne kneepjes kennen in de zaak van zijn vader en vervolgens bij Frederik Muller in Amsterdam en bij Franck in Parijs. Zijn oudere broer Paulus Nijhoff werd in 1853 firmant in het bedrijf van hun vader in Arnhem. Nijhoff besloot in datzelfde jaar om een eigen boekhandel, antiquariaat en uitgeverij te beginnen in Den Haag.
Als uitgever maakte hij naam met de uitgaven van de Nederlandsche Biographie, het Woordenboek der Nederlandsche Taal en het Middelnederlandsch woordenboek. De door zijn vader en broer uitgegeven Bijdragen voor Vaderlandsche Geschiedenis en Oudheidkunde zette hij na hun overlijden in 1863 respectievelijk 1867 voort. Deze uitgave stond ook bekend onder de titel Nijhoff's bijdragen.

In 1860 nam hij de uitgave van het door zijn zwager Mark Prager Lindo in 1856 opgerichte literaire tijdschrift De Nederlandsche Spectator over. In 1869 was Nijhoff, samen met Albertus Willem Sijthoff en Dirk Anthonie Thieme, een van de oprichters van de liberale krant Het Vaderland in Den Haag. Hij was mederedacteur van het "Weekblad van den Boekhandel" en was uitgever van het voor die tijd ongewone tijdschrift Maandblad tot Afschaffing der Slavernij.
Nijhoff was verantwoordelijk voor de uitgave van de Staatsalmanak van het Koninkrijk der Nederlanden en de Regeeringsalmanak van Nederlandsch-Indië.

Hij werd wereldberoemd door de publicatie van het door Johannes Willem Holtrop geschreven en in 1868 uitgebrachte Monuments Typographiques des Pays-Bas au quinzième siecle.
Nijhoff trouwde op 12 juni 1861 te Den Haag met Emma Johanna Henriette Cool. Hij overleed in september 1894 op 67-jarige leeftijd in zijn woonplaats Den Haag. Na zijn overlijden kwam de leiding van het bedrijf in handen van zijn zoon Wouter en zijn schoonzoon Pieter Andreas Martin Boele van Hensbroek.
- Bibsys: 97054818
- Bibliothèque nationale de France: cb151459298 (data)
- Biografisch Portaal: 56319552
- Digitale Bibliotheek voor de Nederlandse Letteren: nijh005
- Gemeinsame Normdatei: 136134416
- International Standard Name Identifier: 0000 0001 1683 426X
- Library of Congress Control Number: no2020125235
- Nederlandse Thesaurus van Auteursnamen: 068899513
- Virtual International Authority File: 89307220